# Bouygues
Bouygues S.A. (pronunție în franceză [bwiɡ]) este un grup francez de inginerie cu sediul în arondismentul 8 din Paris, Franța. Bouygues este cotată la Euronext Paris and is a chip de bază în stocul de piață CAC 40. Compania a fost fondată în 1952 de Francis Bouygues și a fost condusă de fiul său Martin Bouygues din 1989. Olivier Bouygues, fratele mai mare al lui Martin, este un membru al consiliului.
Grupa este specializată în construcție (Colas Group și Bouygues Construction), dezvoltare imobiliară (Bouygues Immobilier), media (TF1 Group) și telecomunicație (Bouygues Telecom).

## Bouygues în România
Colas deține în România companiile Colas SA (sucursala română), Sorocam București, Ancorad Craiova și SCCF Iași și Societatea de Semnalizări și Automatizări Feroviare - ISAF SA București, preluată în iunie 2008.